# Altstadt 15/17 (Büdingen)

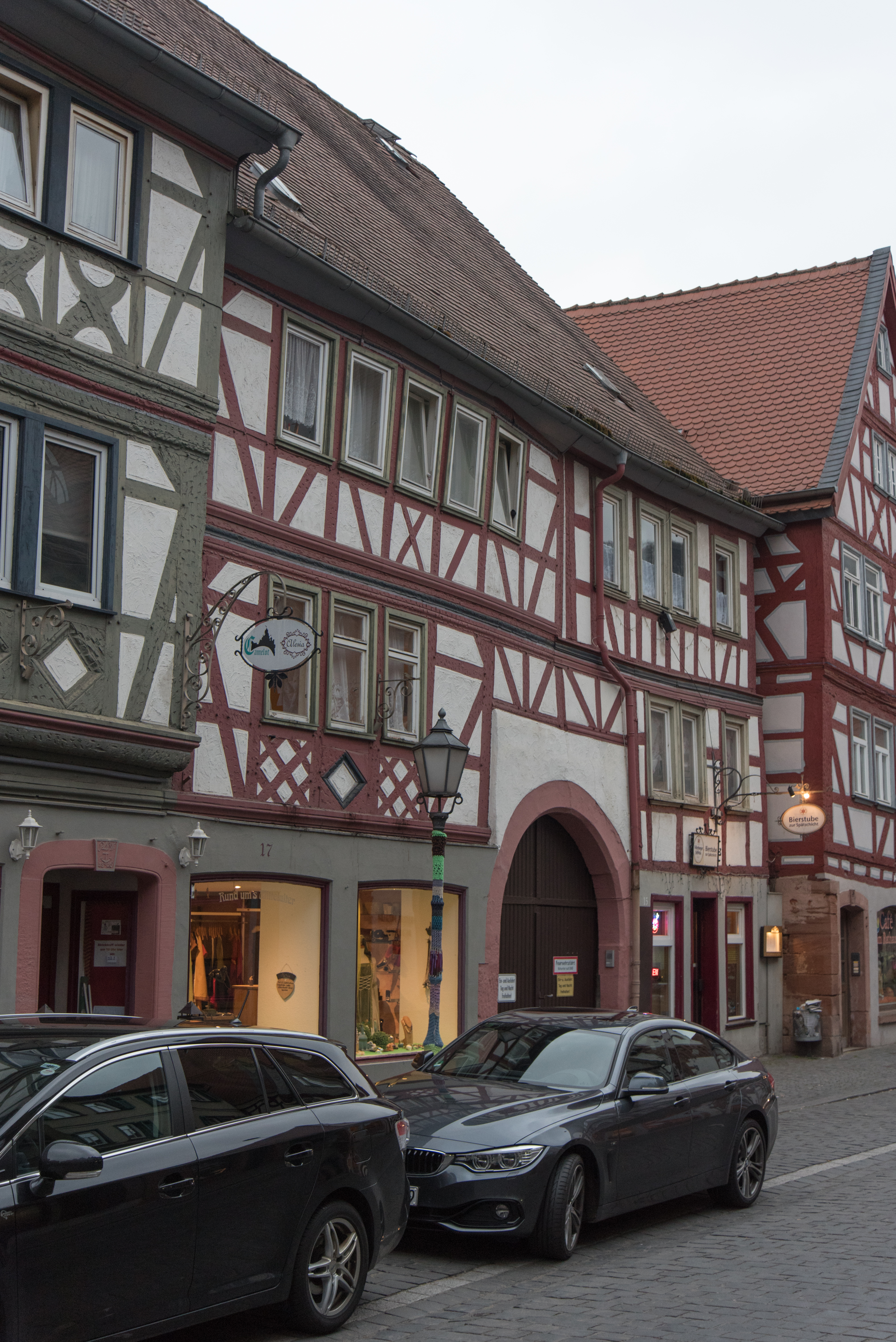
Haus Altstadt 15/17 in Büdingen

Das Gebäude Altstadt 15/17 in Büdingen, einer Stadt im Wetteraukreis in Hessen, wurde im frühen 18. Jahrhundert errichtet. Das Fachwerkhaus ist ein geschütztes Kulturdenkmal.
Das dreigeschossige Wohn- und Geschäftshaus besteht aus zwei Hausteilen mit gemeinsamer, rundbogiger Toreinfahrt. Die Brüstungen sind mit Andreaskreuzen und Rauten geschmückt. Das korbbogige Portal ist mit der Jahreszahl 1816 datiert.